# ¡Ay Mamá Inés!
¡Ay Mamá Inés! es una canción del tipo tango-congo compuesta por el músico cubano Eliseo Grenet y estrenada en 1927. Formaba parte de la zarzuela denominada Niña Rita o La Habana en 1930, cuya autoría es de Eliseo Grenet y Ernesto Lecuona con libreto de Aurelio Riancho. Fue interpretada por Rita Montaner, de quién Grenet estuvo siempre  enamorado, y era una de las más populares de su repertorio. Posteriormente ha sido interpretada en múltiples ocasiones y forma parte del acervo popular.

## Historia
La popular canción forma parte de la zarzuela “Niña Rita”, que fue estrenada el 29 de septiembre de 1927, en el Teatro Regina, actual Casa de la Música de La Habana. En sus inicios la obra no tuvo gran relevancia, pero un cambio de la escena y canción para el quinto acto la llevaron a la fama. El público llenaba el teatro y tarareaba el estribillo de la canción al salir del mismo.

La canción formó parte del repertorio de la Montaner que la popularizó y la llevó en todas sus giras. Sobre el éxito de la Montaner en París con la pieza de Grenet, comentó Alejo Carpentier en «Las nuevas ofensivas del cubanismo»:
«…Su Mamá Inés estallaba cada noche en los feudos de Raquel Meller, con una elocuencia que convencía a los más tibios. Así como las criollas lánguidas, cantadas antes, eran calificadas por los oyentes de “romanzas italianas”, la linda composición de Grenet provocaba espontáneas ovaciones. Esta canción llegaba por su carácter y su gracia. Olía a Trópico. Tenía fragancia de fruta al sol, y auténtica alegría arrabalera.»
Esta canción “Ay Mamá Inés”, supuso un litigio entre dos poderosas casas discográficas de la época, la Víctor y la Columbia. Como cada firma aportó una documentación muy abundante, finalmente fue declarada canción de dominio público.

## La Negra Inés
La canción es sobre una negra esclava de la época llamada Mamá Ines, a quien le gustaba mucho el baile y la música. Siempre fumaba un puro habano que llevaba en su boca encendido. Solo paraba de fumar para tomar un café recién colado. Era un personaje de gran volumen, con un rostro agraciado que contagiaba alegría, buena energía, diversión y desbordaba gran simpatía.
Solía vestir la típica bata de Cuba, blanca y con volantes, se complementaba con un pasacintas de color rojo y una tira bordada que remataba el vestido. En su cabeza se dejaba ver un pañuelo de color rojo, anudado en la nuca, de forma muy graciosa.

Durante sus bailes, después de dar vueltas y vueltas, y bailar se detenía a fumar el habano y echar humo, para luego decir:
   «con este humo se espantan los malos espíritus»

## Origen de la canción
Se barajan dos orígenes, uno sobre un hacendado que quería homenajear a su mujer con una canción cantada y bailada por los esclavos, y el otro sobre una partera negra conocida como Mamá Inés.

En el caso de la historia del hacendado, hacia 1800, el hacendado y alcalde  Mariano Mora, natural de Villa Clara, y propietario de la Hacienda “La Pepilla”, quiso homenajear a su esposa, y dió el aval para que los negros que trabajaban en su ingenio formaran una comparsa liderada por “El Colorado” (José María Ramírez), quien con sus atuendos afro, tambores, triángulo metálico y demás elementos que era utilizados para alertar el comienzo de la molienda, sumados a los cantos alusivos, desfilaran por la zona y al llegar a la casa de la homenajeada entonaran:
"Aquí están todos los negros
Que venimos a saber
Sí nos conceden permiso

Para ponerno a moler.”
Ejecutaban la pantomima instrumental del inicio de la molienda, cantaban y bailaban diciendo:
“iAy Mamá Inés!,
iAy, Mamá Inés!

Bamo a cortá  la caña…
Y continuaba, con los diferentes paples de mayoral, mayordomo, administrador y los esclavos exponiendo sus inquietudes ante el amo, un símil de la historia que se escenificaba por aquellos años en las zafras…

La otra historia que pudo dar origen a la canción es sobre una negra partera del barrio Jesús María de La Habana, de nombre María Dolores, conocida como “Mama Inés”, quien vivía con su hija Agnes Belén, y cuando no la encontraba la llamaba:
"Belén, Belén, Belén en dónde estabas metía,
que en todo Jesús María yo te busqué y no te encontré"...
Yo estaba en casa e Mariana

Que ayer me mandó a buscar...

## Letra de la canción
Grenet tomó estas dos historias y las convirtió en la canción cuya letra es:
Aquí tamo tó lo negro
que venimos a rogar
que nos conceda permiso
para cantá y bailar ja ay
Ay mamá Inés
Ay mamá Inés
Todo los negros tomamo café
Ay mamá Inés
Ay mamá Inés
Todo los negros tomamo café
Pero Belén, Belén, Belén
adonde anda tú metía
que en to Jesús María
yo te buscá y no te encontrá
!Ay  chico si!
Yo estaba en casa e madrina
que ayer me mandó buscá
en el solar de la esquina
que ella vive en el manglar
ja jay....
Ay mamá Inés
Ay mamá Inés
Todo los negros tomamo café
Ay mamá Inés
Ay mamá Inés

Todo los negros tomamo café